# Csáky Anna
Csáky Anna (körösszegi és adorjáni gróf) (? - 1673) klarissza rendi apáca

## Élete
Csáky István és Wesselényi Anna leánya volt. 1625-ben Pozsonyban a klarissza apácák közé lépett és onnan levelezett édesanyjával, fivéreivel és Vadas Gáborral 1639-től 1671-ig. Levelei közül 12 fennmaradt, melyeket Deák Farkas, Magyar Hölgyek Levelei című gyűjteményében (Budapest, 1879. 268–293. oldal) adott ki. Ezekből ítélve igen művelt nő volt.